# 쌍용대로
쌍용대로(雙龍大路)는 충청남도 천안시 서북구 두정동에서 쌍용동까지를 잇는 도로이다. 천안의 남북을 이어주는 간선 도로 중의 하나이며, 총 연장은 4.5km이다. 이름은 쌍용동을 지나는 길에서 유래되었다.

## 특징
전 구간이 4차선 이상의 도로이며, 일부 구간은 동남구와 서북구를 나누는 구계가 되기도 한다.
2002년 말 천안 북부토지구획정리 지구 1.5 km 구간이 연장 개통되면서, 북부 지하차도 ~ 여성회관 사거리 구간에는 이면도로 체계를 도입하였으나, 사고가 잦아지자 주민들과 전문가들은 도로 설계가 잘못되었다며 개선을 요구하고 있다.

## 주요 경유지
| 교차로 이름            | 접속 도로                | 소재지   | 소재지   | 소재지 |
| ---------------------- | ------------------------ | -------- | -------- | ------ |
| 북부 지하차도          | 북부대로                 | 천 안 시 | 서 북 구 | 두정동 |
| (이름 없음)            | 두정로                   | 천 안 시 | 서 북 구 | 성정동 |
| (이름 없음)            | 오성로                   | 천 안 시 | 서 북 구 | 성정동 |
| 시민문화여성회관사거리 | 동서대로                 | 천 안 시 | 서 북 구 | 성정동 |
| 구상골사거리           | 지방도 제628호선(백석로) | 천 안 시 | 서 북 구 | 성정동 |
| (이름 없음)            | 성정로                   | 천 안 시 | 서 북 구 | 성정동 |
| (이름 없음)            | 봉명로                   | 천 안 시 | 동남구   | 봉명동 |
| 쌍용 지하차도          | 구 불당대로              | 천 안 시 | 서 북 구 | 쌍용동 |
| 차돌길 삼거리          | 차돌길                   | 천 안 시 | 서 북 구 | 쌍용동 |
| 일봉산 사거리          | 충무로 불당대로          |          | 서 북 구 | 쌍용동 |